# برکه‌ماهی‌های باریک
برکه‌ماهی‌های باریک (نام علمی: Leptolebias) نام یک سرده از راسته کپوردندان‌ماهی‌سانان است.